# Daddy Yankee
Ramón (Raymond) Ayala (født 3. februar 1977), kendt under kunstnernavnet Daddy Yankee, er en Latin Grammy Award-vindende Puerto Ricansk reggaeton-musiker. Ayala blev født i Río Piedras – det største distrikt i San Juan, hvor han blev interesseret i musik i en ung alder. I hans ungdom var han interesseret i baseball, og havde planer om at blive en stor ligaspiller. Han var ude af stand til at fortsætte denne sport efter han fik en skade i det ene ben, hvilket gjorde at han ikke længere kunne gå ordentligt. Han blev derefter involveret i undergrundsrap-bevægelsen som på det tidspunkt stadig var ved at udvikle sig i Puerto Rico, og som senere ville blive kaldt Reggaeton.  Efter at have modtaget undervisning fra flere kunstnere indenfor genren, udviklede han en uafhængig karriere, hvis første indspilning blev kaldt Playero 37. Efter dette begyndte han at producere uafhængige album. Hans første soloalbum var No Mercy. Han dannede efterfølgende en duo med Nicky Jam, og fortsatte derefter sin solokarriere med udgivelsen af El Cartel og El Cartel II. Dette gjorde ham til en af mange pionerer indenfor reggaeton-genren.
I 2002 blev El Cangri.com Ayalas første album med international succes, da det blev solgt bredt på markedet i New York og Miami. Barrio Fino blev udgivet i 2004, og albummet modtog flere priser, deriblandt en Premio Lo Nuestro og en Latin Billboard, såvel som nomineringer til Latin Grammy og MTV Video Music Awards. Barrio Fino klarede sig godt på salgslisterne i USA, Latinamerika, Europa og Japan. 5. juni 2007 udgav El Cartel Records El Cartel: The Big Boss, som blev det bedst sælgende album i Latin-musikgenrene i 2007.  Han gjorde reklame for albummet med en international turné, som begyndte i USA og fortsatte gennem Latinamerika, og som blandt andet satte ny rekord i antallet af publikum i Ecuador og Bolivia. Hans optræden har været på over 70 album, deriblandt opsamlingsalbum som Mas Flow 2 og Blin Blin Vol. 1.
Han bliver verdensberømt i 2017 med sit samarbejde om sangen "Despacito" med Luis Fonsi.
Sangen "Despacito" af Luis Fonsi og Daddy Yankee er blevet indført i Guinness World Records 2019-udgaven for at nå syv milepæle, mens Daddy Yankee er blevet anerkendt for tre andre poster.

## Biografi
Han begyndte sin karriere at flirte med hiphop og med latinske rytmer som dancehall, men vi kan sige, at hans største hits kommer, når han begynder at udføre og producere sine latinske hip-hop sange. Han vil være en af de første kunstnere til at udføre internationalt i reggaeton musik.
Ramón investerede i reggaetonverdenen i tretten år, før den blev vellykket. Han optog først med DJ Playero, hvoraf han er den fremhævede kunstner i en produktion kaldet Playero 37, som vil blive udgivet i 1992. Han har også samarbejdet med kunstnere som Laurena Snoop Dogg, Nicky Jam, Pitbull, Mey Vidal, DJ Blass , Eric DJ, Eliel, Nas, Tony Touch eller medlemmer af G-Unit, Lloyd Banks og Young Buck.
Hans album Barrio Fino er en musik, der er afgørende for stilen: Den kommer fra hans livs dybeste rødder, men også hans personlige erfaring i kvarterer eller boligområder i Puerto Rico. De første uddrag fra dette album hedder Gasolina, King Daddy og No Me Dejes Solo med Wisin og Yandel.
Hans sang, "Impacto", udgivet på albummet El Cartel: The Big Boss of 2007, vises i San Juan Sounds radiostationens spilleliste af Rockstar Games 'Grand Theft Auto IV og Grand Theft Auto: The Lost and Damned Games.
I Grand Theft Auto IV-videospil giver Daddy Yankee sin stemme til San Juan Sounds stationen, hvor han fungerer som en DJ på reggaeton-radiostationen; sangen "Impacto" vises også. Dette er et open-world action-adventure videospil udviklet af Rockstar North.
Daddy Yankees seneste off-musik-projekt var udgivelsen af sit spil Trylogy, et 3D-videospil baseret på Tower Defense-spil. Spillet blev præsenteret succesfuldt på Comic Con i New York, og 3D-actionvidenskabet spændte ung og gammel. Han blev udgivet den 29. november 2013 og indeholder også stykker af Ayala som "Gasolina" og "Limbo".
I 2017 danner Daddy Yankee en fantastisk duet med Despacito i samarbejde med den portugisiske sanger Luis Fonsi, der rammer verdensmarkedet.
"King of Reggaeton", Daddy Yankee og Don Omar annoncerede i begyndelsen af 2016 en pressekonference om, at de ville finde sted sammen på scenen af en række koncerter med titlen The World Tour of Kingdom. Meddelelsen om turen forlod mange fans utrolige, fordi de blev solgt i minutter i større byer som Las Vegas, Orlando, Los Angeles, New York. Forestillingerne blev struktureret som en boksekamp hvor de to kunstnere kunne udveksle musikalske ture og fans stemte for deres vinder i hver by gennem et program skabt til arrangementet. "To konger, en trone", sagde Pina Records grundlægger Rafael Pina, som havde et etableret forhold til de to kunstnere, der også havde ideen om konceptet af turen. Taler om turen og hans rivalisering med Daddy Yankee, Don Omar sagde: "Lad mig præcisere: Jeg er ikke din bedste ven, og du er ikke min bedste ven, men vi respekterer det ønske." At være det bedste er, hvad vi førte os til at være bedre. "
I 2017 udgav Daddy Yankee i samarbejde med den latinske popsanger Luis Fonsi single "Despacito". Det blev den første sang på spansk for at nå nummer 1 på Billboard Hot 100 siden sangen "Macarena" i 1996. Singlen har været en verdensomspændende succes. Den officielle Despensa-video på YouTube blev set i tusindvis af gange den 20. april 2017 efter 97 dage, hvilket gjorde den til den næst hurtigste video på stedet for at nå milepælen bag "Hello" Adele. Hans succes førte Daddy Yankee til at blive den mest overvågede kunstner i verden i streaming service Spotify i juni 2017, idet han var den første latinske kunstner til at gøre det.
I august 2018 deltog Daddy Yankee i Janet Jackson-videoen, Made For Now.
Den 17. april 2019 meddelte sangeren, at et remix af hans hit Con Calma med den amerikanske sanger Katy Perry  vil blive frigivet snart.  De to kunstnere fulgte hinanden på sociale netværk og begyndte at skabe interaktioner, der annoncerede deres samarbejde.
I november 2019 indviede Daddy Yankee et reggaeton-museum i Puerto Rico, det første af sin art.